# Penicillium purpurescens
Penicillium purpurescens är en svampart som först beskrevs av Sopp, och fick sitt nu gällande namn av Biourge 1923. Penicillium purpurescens ingår i släktet Penicillium och familjen Trichocomaceae.   Inga underarter finns listade i Catalogue of Life.